# ریو کاواکامی
ریو کاواکامی (انگلیسی: Ryu Kawakami؛ زادهٔ ۲۵ اکتبر ۱۹۹۴) بازیکن فوتبال اهل ژاپن است.